# Zwischbergen
Zwischbergen (walliserdeutsch: Zwischbärgu) ist eine politische Gemeinde und eine Burgergemeinde südlich des Simplonpasses im Bezirk Brig des Schweizer Kantons Wallis. Zwischbergen ist eine mittelalterliche Walsergründung und liegt als deutschsprachige Gemeinde an der Alpen-Südseite.
Zur Gemeinde gehört das wesentlich bekanntere Gondo an der Simplonpassstrasse. Auf ihrer Website bezeichnet sich die Gemeinde deshalb auch als Gemeinde Gondo-Zwischbergen. Offiziell ist nur der Name Gemeinde Zwischbergen.

## Geographie
Das Zwischbergen-Tal ist im Süden und Norden von bis zu 3500 Meter hohen Gipfeln umgeben und trägt seinen beschreibenden Namen also zu Recht. Die Kirche liegt auf 1359 m ü. M.
An ihr vorbei führt ein alter Verbindungsweg von Brig nach Domodossola, der die Gondoschlucht umging. Er führt über den Simplonpass, das Dorf Simplon, den Weiler Gsteihuis (ehemaliger Sitz der Kastlanei Zwischbergen) über den Feerberg und Furggu durch Zwischbergen und weiter über die schweizerisch-italienische Grenze am Passo di Monscera ins Valle di Bognanco. Am Talausgang liegt die Stadt Domodossola.
Durch das Zwischbergental führt ein Saumpfad über den Zwischbergenpass nach Saas-Almagell im Saastal.

## Bevölkerung
| Bevölkerungsentwicklung | Bevölkerungsentwicklung | Bevölkerungsentwicklung | Bevölkerungsentwicklung | Bevölkerungsentwicklung | Bevölkerungsentwicklung | Bevölkerungsentwicklung |
| ----------------------- | ----------------------- | ----------------------- | ----------------------- | ----------------------- | ----------------------- | ----------------------- |
| Jahr                    | 1798                    | 1850                    | 1900                    | 1950                    | 2000                    | 2022                    |
| Einwohner               | 59                      | 43                      | 131                     | 249                     | 78                      | 73                      |

Zwischbergen hat von allen Schweizer Gemeinden die grösste Geschlechterdifferenz mit 71 % Männer und 29 % Frauen (Stand 2022).

## Goldminen
Bereits in der Römerzeit waren die Goldminen bekannt. Eine erste Hochblüte erlebten die Minen zwischen 1660 und 1691 durch Kaspar Stockalper. Zwischen 1840 und 1897 wurden die Minen durch französische Gesellschaften ausgebeutet, bevor diese in Konkurs gerieten. Es gibt geführte Besichtigungen durch die alten Minen.

## Bilder

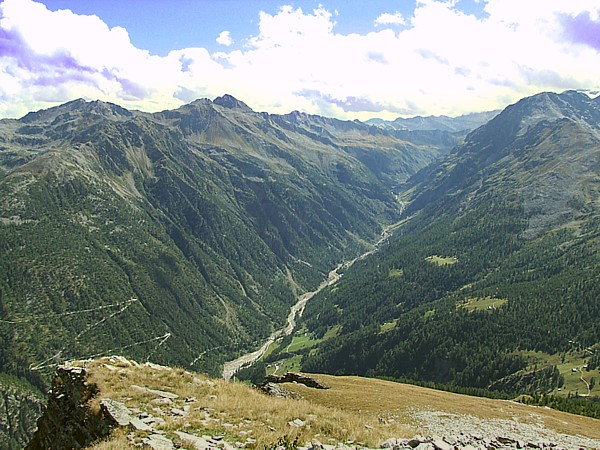
Zwischbergental vom Seehorn aus gesehen
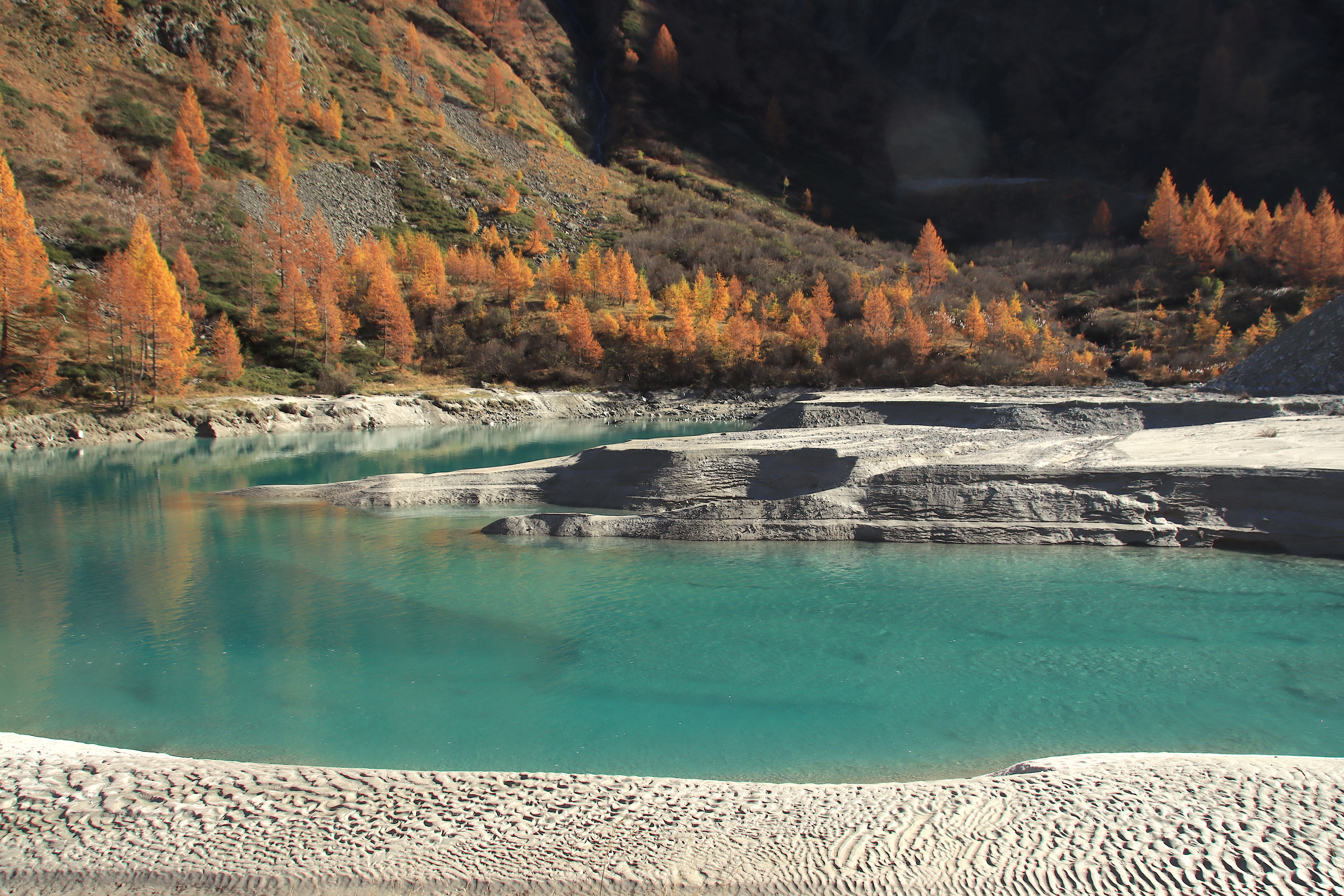
Stausee Fa im Zwischbergental
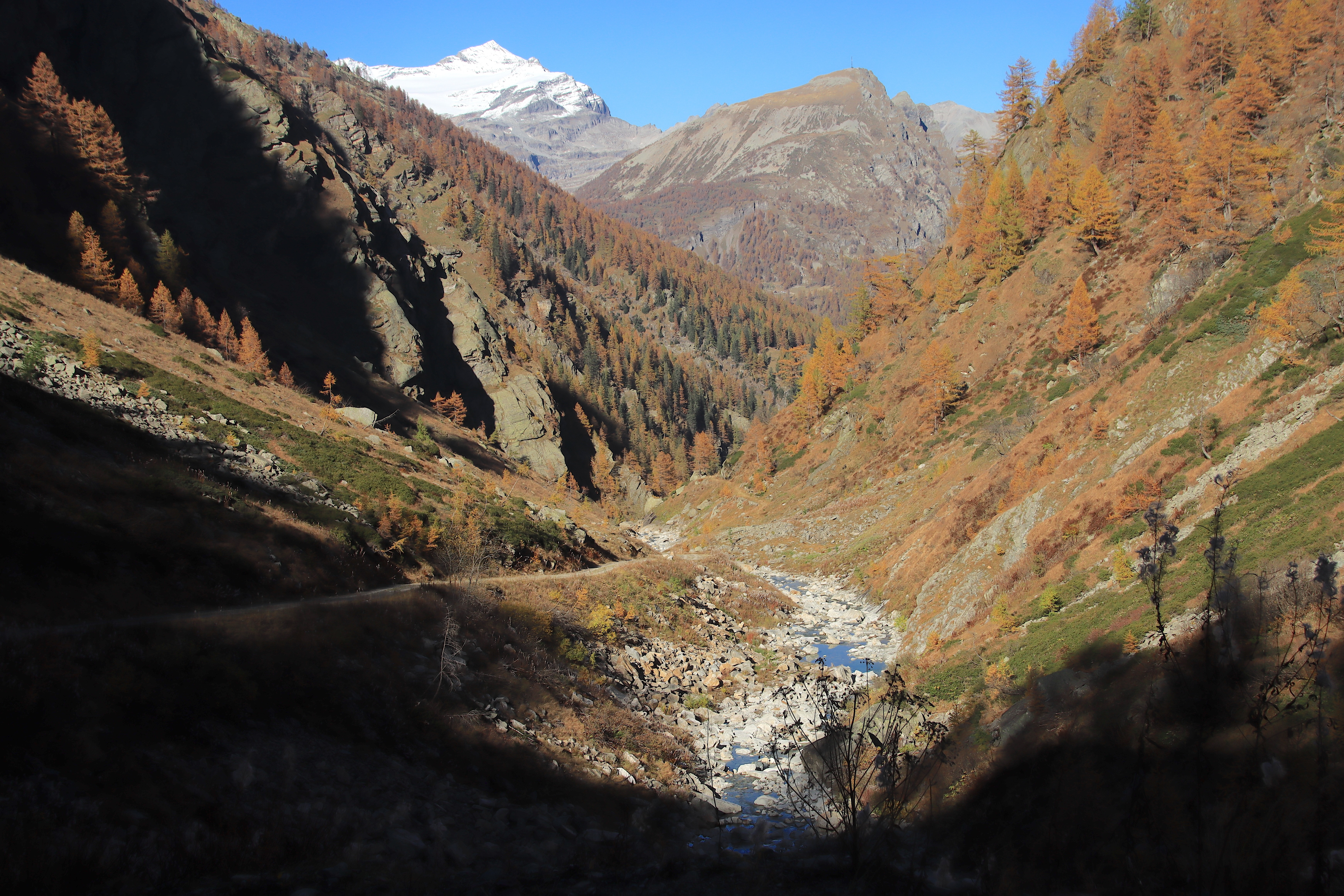
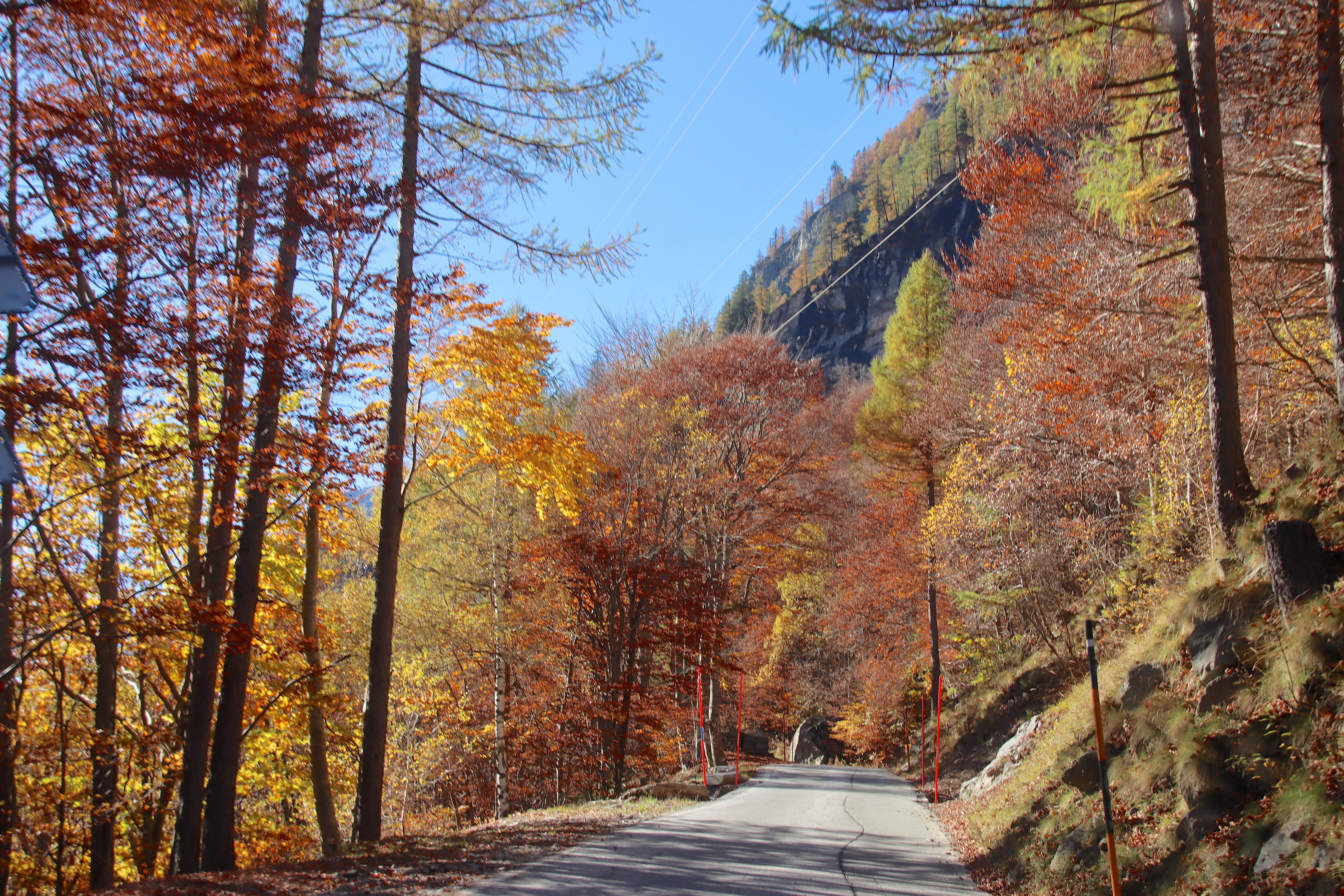
Talstrasse